# 布特傑克 (加利福尼亞州)
布特傑克（英語：Bootjack）是位於美國加利福尼亞州馬里波薩縣的一個人口普查指定地區。

## 地理
布特傑克的座標為37°27′54″N 119°53′12″W / 37.46500°N 119.88667°W，而該地最高點為海拔高度682米（即2238英尺）。

## 人口
根據2010年美國人口普查的數據，布特傑克的面積為18.30平方千米，當中陸地面積為18.14平方千米，而水域面積為0.16平方千米。當地共有人口12538人，而人口密度為每平方千米685人。